# Poliocephalus
Genre
Poliocephalus est un genre d'oiseaux de la famille des Podicipédidés. Il contient deux espèces.

## Liste des espèces
D'après la classification de référence (version 14.1, 2024) de l'Union internationale des ornithologues, il y a 2 espèces du genre Poliocephalus (ordre philogénique) :
- Poliocephalus poliocephalus (Jardine & Selby, 1827) – Grèbe argenté ;
- Poliocephalus rufopectus (Gray, GR, 1843) – Grèbe de Nouvelle-Zélande.